# 花料理
花料理（はなりょうり）は、千葉県千倉町（現・南房総市）の名物料理。文字通り、食用花を使用した料理群である。
千葉県千倉町は日本有数の「花の里」として知られ、切り花だけではなく無農薬で育てる食用花の栽培も盛んである。千倉町では、1月から3月の期間限定で食用花を用いた花料理を提供する宿やレストランがある。先付けからデザートまで、さまざまな料理に食用花が使用される。

## 料理例
- ちらし寿司 - キンセンカなどをまぶす[2]。
- 天ぷら - キンセンカ、菜の花など[1][2]。
- にいたにた - 漁師鍋。魚介類と野菜とを酒粕、味噌で煮る鍋料理。春菊のようにマリーゴールドを使用する[1]。
- 刺身 - 薬味にパンジーやキンセンカを添える[1]。

この他、ストック、キンギョソウ、ヤグルマギクといった食用花が、スープ、サラダ、菓子などにも使用される。